# Pallavolo agli XI Giochi del Sud-est asiatico
La pallavolo agli XI Giochi del Sud-est asiatico si è disputata durante l'XI edizione dei Giochi del Sud-est asiatico, che si è svolta a Manila, nelle Filippine, nel 1981.

## Podi
| Evento                         | Oro       | Argento   | Bronzo    |
| Pallavolo maschile (dettagli)  | Indonesia | Birmania  | Filippine |
| Pallavolo femminile (dettagli) | Filippine | Indonesia | Singapore |